# Epiphragma kerberti
Epiphragma kerberti är en tvåvingeart som beskrevs av de Meijere 1919. Epiphragma kerberti ingår i släktet Epiphragma och familjen småharkrankar. Inga underarter finns listade i Catalogue of Life.